# Love Me Harder
Singles par Ariana Grande
Bang Bang
(2014) Santa Tell Me
(2014)
Singles par The Weeknd
Often
(2014) Earned It
(2014)
Love Me Harder est une chanson de la chanteuse américaine Ariana Grande en collaboration avec le chanteur canadien The Weeknd sortie le 30 septembre 2014. Le single est extrait du deuxième album studio My Everything. La chanson a été écrite par Max Martin, Savan Kotecha, Peter Svensson, Ali Payami, Abel Tesfaye, Benjamin Dherbecourt et Ahmad Balshe, et a été produite par Payami, Dherbecourt et Peter Carlsson, Svensson étant également le producteur vocal de la chanson. Elle est publiée par Republic Records comme le quatrième single de l'album. Il s'agit d'une ballade synthé-pop et R&B au refrain électro palpitant, avec un riff à la guitare. Pour ce qui concerne les paroles, la chanson contient un sous-entendu faisant allusion à l'acte sexuel.
Aux États-Unis la chanson est arrivée à la septième place dans le classement des Billboard Hot 100, devenant alors le quatrième single consécutif de l'album à entrer dans le top 10, rendant Ariana Grande l'artiste avec le plus de singles dans le top 10 en 2014. Love Me Harder est également la première entrée de The Weeknd dans le top 10 américain. Le clip vidéo, produit par Hannah Lux Davis présente Ariana Grande se tordant de douleur sur un sol ensablé, et The Weeknd marchant sous une pluie torrentielle. En avril 2018, 1,7 million d'exemplaires de la chanson ont été vendus aux États-Unis et la chanson a depuis été certifiée triple disque de platine par la RIAA.

## Classements
| Classement (2014–15)                    | Meilleure position |
| --------------------------------------- | ------------------ |
| Afrique du Sud (EMA)                    | 7                  |
| Allemagne (GfK Entertainment)           | 35                 |
| Australie (ARIA)                        | 19                 |
| Australie (ARIA Urban)                  | 4                  |
| Autriche (Ö3 Austria Top 40)            | 29                 |
| Belgique (Flandre Ultratop 50 Singles)  | 45                 |
| Belgique (Flandre Ultratop R&B/Hip-Hop) | 7                  |
| Belgique (Wallonie Ultratop 50 Singles) | 43                 |
| Canada (Hot 100)                        | 10                 |
| Canada (CHR/Top 40)                     | 4                  |
| Canada (Hot AC)                         | 25                 |
| Colombie (Los 40 Colombia)              | 6                  |
| Corée du Sud (Gaon International Chart) | 15                 |
| Danemark (Tracklisten)                  | 18                 |
| Espagne (PROMUSICAE)                    | 54                 |
| États-Unis (Hot 100)                    | 7                  |
| États-Unis (Adult Pop Songs)            | 20                 |
| États-Unis (Dance/Mix Show Airplay)     | 1                  |
| États-Unis (Dance Club Songs)           | 20                 |
| États-Unis (Latin Pop Airplay)          | 20                 |
| États-Unis (Pop Airplay)                | 3                  |
| États-Unis (Rhythmic Songs)             | 1                  |
| Finlande (Suomen virallinen lista)      | 13                 |
| France (SNEP)                           | 27                 |
| Irlande (IRMA)                          | 33                 |
| Israël (Media Forest TV Airplay)        | 1                  |
| Italie (FIMI)                           | 17                 |
| Liban (Lebanese Top 20)                 | 8                  |
| Norvège (VG-lista)                      | 22                 |
| Nouvelle-Zélande (RMNZ)                 | 28                 |
| Pays-Bas (Nederlandse Top 40)           | 7                  |
| Pays-Bas (Single Top 100)               | 12                 |
| Roumanie (Airplay 100)                  | 49                 |
| Royaume-Uni (UK Singles Chart)          | 48                 |
| Russie (Russian Music Charts)           | 14                 |
| Slovaquie (IFPI Rádio)                  | 41                 |
| Slovaquie (IFPI Singles Digitál)        | 9                  |
| Slovénie (SloTop50)                     | 26                 |
| Suède (Sverigetopplistan)               | 26                 |
| Suisse (Schweizer Hitparade)            | 40                 |
| Tchéquie (IFPI Rádio)                   | 60                 |
| Tchéquie (IFPI Singles Digitál)         | 13                 |
| Venezuela (Top Pop General)             | 31                 |
| Venezuela (Top Anglo)                   | 23                 |

| Classement (2015)                   | Position |
| ----------------------------------- | -------- |
| Belgique Urban (Ultratop Flandre)   | 35       |
| Canada (Canadian Hot 100)           | 61       |
| CEI (Tophit)                        | 70       |
| États-Unis (Hot 100)                | 56       |
| États-Unis (Dance/Mix Show Airplay) | 12       |
| États-Unis (Mainstream Top 40)      | 32       |
| États-Unis (Rhythmic Songs)         | 16       |
| Italie (FIMI)                       | 93       |
| Pays-Bas (Nederlandse Top 40)       | 63       |
| Pays-Bas (Single Top 100)           | 79       |
| Russie Airplay (Tophit)             | 70       |
| Ukraine Airplay (Tophit)            | 99       |

## Certifications
| Région | Certification | Ventes/Streams |
| --- | ------------- | -------------- |
| Australie (ARIA) | 2 × Platine   | 140 000^       |
| Canada (Music Canada) | 2 × Platine   | 160 000^       |
| Danemark (IFPI Danmark) | Platine       | 60 000^        |
| Espagne (Promusicae) | Or            | 20 000^        |
| États-Unis (RIAA) | 3 × Platine   | 1 300 000‡     |
| Italie (FIMI) | Platine       | 50 000‡        |
| Norvège (IFPI) | Platine       | 10 000*        |
| Royaume-Uni (BPI) | Or            | 400 000‡       |
| *Ventes selon la certification ^Mise en rayon selon la certification xNon précisé par la certification ‡ventes/streaming selon la certification |               |                |